# Under der linden

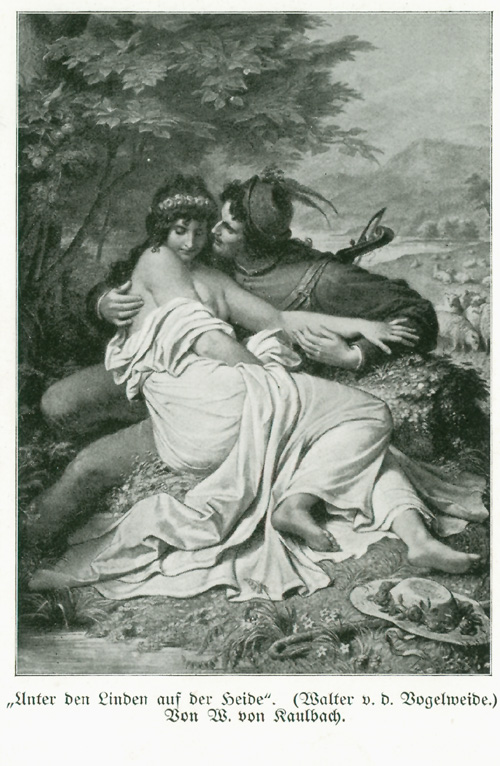
Illustrazione di Wilhelm von Kaulbach.

Under der linden (in italiano Sotto il tiglio) è un componimento del poeta medievale tedesco Walther von der Vogelweide prodotto intorno al 1200.
L'Io lirico, presumibilmente una fanciulla semplice, narra la propria esperienza amorosa col suo amante cortese nel bel mezzo della natura, la cui idillica descrizione è fortemente intrecciata alla vicenda.
Questo canto è il più noto tra i cosiddetti Mädchenlieder del poeta, che ne segnano il distacco dalla fase delle liriche giovanili, improntate al genere del Minnesang. In esse figurava un amore irrealizzabile verso una signora appartenente al ceto nobiliare (Hohe Minne). Nei Mädchenlieder, la raffinatezza di queste poesie viene fusa con la descrizione di un tipo di amore più sensuale nei confronti di una popolana (Niedere Minne), creando così liriche di alto valore poetico.